# Crescent (Oklahoma)
Crescent è una città della Contea di Logan in Oklahoma, .